# Sisak-Moslavina
De provincie Sisak-Moslavina (Kroatisch: Sisačko-moslavačka županija) is een provincie in centraal Kroatië aan de grens met Bosnië en Herzegovina.
De naam van de provincie is genomen van de stad Sisak en de regio Moslavina aan de overkant van de rivier Sava. Volgens een volkstelling in 2011 leven er 172.439 mensen Sisak-Moslavina.
Moslavina is waarschijnlijk de schilderachtigste plek van de provincie, hier is het nationale park Lonjsko polje te vinden, vlak bij de rivieren Lonja, Ilova en Pakra.
Deze provincie sterkt zich ver uit naar het zuiden tot aan de grens met Bosnië en Herzegovina. In het zuidelijke gedeelte ligt het kleine stadje Topusko dat een eigen typisch Kroatische warmwaterbron heeft. Die van Topusko is wel een van de ouderen: deze stamt uit het neolithische tijdperk.
In het westen grenst Sisak-Moslavina aan de provincie Karlovac, in het noorden aan de provincie Zagreb, in het noordwesten aan de provincies Bjelovar-Bilogora en de Požega-Slavonië en in het oosten aan Brod-Posavina.

## Bestuurlijke indeling
De provincie Sisak-Moslavina is onderverdeeld in:
- De hoofdstad Sisak
- De stad Glina
- De stad Hrvatska Kostajnica
- De stad Kutina
- De stad Novska
- De stad Petrinja
- De gemeente Donji Kukuruzari
- De gemeente Dvor
- De gemeente Gvozd
- De gemeente Hrvatska Dubica
- De gemeente Jasenovac
- De gemeente Lekenik
- De gemeente Lipovljani
- De gemeente Majur
- De gemeente Martinska Ves
- De gemeente Popovača
- De gemeente Sunja
- De gemeente Topusko
- De gemeente Velika Ludina

## Provinciale regering
De huidige Župan (prefect): Marina Lovrić Merzel (SDP)
De provinciale assemblee bestaat uit 49 vertegenwoordigers van de volgende politieke partijen 2005:
- Kroatisch Democratische Unie (HDZ) 13
- Kroatische Partij van Rechten (HSP) 8
- Sociaaldemocratische Partij van Kroatië (SDP) 8
- Kroatische Boerenpartij (HSS) 5
- Kroatische Volkspartij (HNS) 4
- Kroatische Senioren Partij (HSU) 3
- Onafhankelijke Democratische Servische Partij (SDSS) 2
- Kroatische Sociaal Liberale Partij (HSLS) 2
- Democratisch Centrum (DC) 1
- Liberale Partij (LS) 1
- Partij voor Democratische Actie van Kroatië (SDA) 1
- Socialistische Partij van Kroatië (SPH) 1